# БИРОДИ
БИРОДИ(скраћено од: Биро за друштвена истраживања ) је независна, непрофитна и непартијска организација цивилног друштва, основана 2005. године у Београду, Србија. БИРОДИ се бави праћењем медија, истраживањем јавног мњења, државним демократским процесима и унапређењем интегритета јавних институција.

## О организацији
БИРОДИ су основали социолози и истраживачи са циљем да се обезбеди континуирано, стручно и непристрасно праћење медија и изборних процеса у Србији. Од оснивања до данас, организација је реализовала бројне истраживачке и аналитичке пројекте у области медијског интегритета, борбе против корупције, као и учешћа грађана у доношењу одлуке.

### Области деловања
- Мониторинг медија – праћење електронских, штампаних и онлајн медија, нарочито у контексту изборних кампања, уз анализу заступљености актера и тона извештавања.
- Истраживања јавног мњења – реализација онлајн и теренских истраживања, као и отварање простора за делиберативни процес.
- Интегритет јавних политика и институција – развој индекса и алата за мерење професионалног, медијског и политичког интегритета.
- Грађанска едукација и учешће – програмске активности које омогућавају грађанима да се активно учествују у јавном животу (нпр. тест интегрисана, грађански панели).

## Истакнути пројекти
- Градови против корупције[2][3]
- Мониторинг избора у Србији[4] (од 2012. године до данас)
- Онлајн академија истраживања[5]
- Библиотека налаза и
- Индекс медијског интеграла[6]